# Dávid Verrasztó
Dávid Verrasztó (Budapest, 22 de agosto de 1988) es un deportista húngaro que compite en natación. Es hijo del nadador Zoltán Verrasztó, y su hermana Evelyn compite en el mismo deporte.
Ganó dos medallas de plata en el Campeonato Mundial de Natación, en los años 2015 y 2017, y tres medallas de bronce en el Campeonato Mundial de Natación en Piscina Corta entre los años 2012 y 2016.
Además, obtuvo seis medallas en el Campeonato Europeo de Natación entre los años 2010 y 2022, y seis medallas en el Campeonato Europeo de Natación en Piscina Corta entre los años 2009 y 2015.
Participó en tres Juegos Olímpicos de Verano, entre los años 2012 y 2020, ocupando el cuarto lugar en Tokio 2020, en la prueba de 400 m estilos.

## Palmarés internacional
| Campeonato Mundial                  | Campeonato Mundial       | Campeonato Mundial | Campeonato Mundial |
| Año                                 | Lugar                    | Medalla            | Prueba             |
| ----------------------------------- | ------------------------ | ------------------ | ------------------ |
| 2015                                | Kazán (Rusia)            | Medalla de plata   | 400 m estilos      |
| 2017                                | Budapest (Hungría)       | Medalla de plata   | 400 m estilos      |
| Campeonato Mundial en Piscina Corta |                          |                    |                    |
| Año                                 | Lugar                    | Medalla            | Prueba             |
| 2012                                | Estambul (Turquía)       | Medalla de bronce  | 400 m estilos      |
| 2014                                | Doha (Catar)             | Medalla de bronce  | 400 m estilos      |
| 2016                                | Windsor (Canadá)         | Medalla de bronce  | 400 m estilos      |
| Campeonato Europeo                  |                          |                    |                    |
| Año                                 | Lugar                    | Medalla            | Prueba             |
| 2010                                | Budapest (Hungría)       | Medalla de plata   | 400 m estilos      |
| 2012                                | Debrecen (Hungría)       | Medalla de plata   | 400 m estilos      |
| 2014                                | Berlín (Alemania)        | Medalla de oro     | 400 m estilos      |
| 2016                                | Londres (Reino Unido)    | Medalla de oro     | 400 m estilos      |
| 2018                                | Glasgow (Reino Unido)    | Medalla de oro     | 400 m estilos      |
| 2022                                | Roma (Italia)            | Medalla de plata   | 400 m estilos      |
| Campeonato Europeo en Piscina Corta |                          |                    |                    |
| Año                                 | Lugar                    | Medalla            | Prueba             |
| 2009                                | Estambul (Turquía)       | Medalla de plata   | 400 m estilos      |
| 2010                                | Eindhoven (Países Bajos) | Medalla de oro     | 400 m estilos      |
| 2011                                | Szczecin (Polonia)       | Medalla de plata   | 400 m estilos      |
| 2012                                | Chartres (Francia)       | Medalla de plata   | 400 m estilos      |
| 2013                                | Herning (Dinamarca)      | Medalla de oro     | 400 m estilos      |
| 2015                                | Netanya (Israel)         | Medalla de oro     | 400 m estilos      |